# Atlétika az 1924. évi nyári olimpiai játékokon
Az 1924. évi nyári olimpiai játékokon az atlétika műsorán huszonhét versenyszám szerepelt. Két finn atléta aratta a sikereket, Paavo Nurmi öt aranyat, Ville Ritola négyet gyűjtött.

## Éremtáblázat
A táblázatban a rendező ország csapata és a magyar csapat eltérő háttérszínnel, az egyes számoszlopok legmagasabb értéke, vagy értékei vastagítással kiemelve.
| Az 1924. évi nyári olimpiai játékok éremtáblázata atlétikában | Az 1924. évi nyári olimpiai játékok éremtáblázata atlétikában | Az 1924. évi nyári olimpiai játékok éremtáblázata atlétikában | Az 1924. évi nyári olimpiai játékok éremtáblázata atlétikában | Az 1924. évi nyári olimpiai játékok éremtáblázata atlétikában | Olimpia  |
| ------------------------------------------------------------- | ------------------------------------------------------------- | ------------------------------------------------------------- | ------------------------------------------------------------- | ------------------------------------------------------------- | -------- |
|                                                               | Ország                                                        | Arany                                                         | Ezüst                                                         | Bronz                                                         | Összesen |
| 1.                                                            | Egyesült Államok (USA)                                        | 12                                                            | 10                                                            | 10                                                            | 32       |
| 2.                                                            | Finnország (FIN)                                              | 10                                                            | 6                                                             | 2                                                             | 18       |
| 3.                                                            | Nagy-Britannia (GBR)                                          | 3                                                             | 3                                                             | 5                                                             | 11       |
| 4.                                                            | Olaszország (ITA)                                             | 1                                                             | 1                                                             | 0                                                             | 2        |
| 5.                                                            | Ausztrália (AUS)                                              | 1                                                             | 0                                                             | 0                                                             | 1        |
|                                                               |                                                               |                                                               |                                                               |                                                               |          |
| 6.                                                            | Svédország (SWE)                                              | 0                                                             | 3                                                             | 2                                                             | 5        |
| 7.                                                            | Dél-afrikai Unió (RSA)                                        | 0                                                             | 1                                                             | 1                                                             | 2        |
| 8.                                                            | Argentína (ARG)                                               | 0                                                             | 1                                                             | 0                                                             | 1        |
| 8.                                                            | Magyarország (HUN)                                            | 0                                                             | 1                                                             | 0                                                             | 1        |
| 8.                                                            | Svájc (SUI)                                                   | 0                                                             | 1                                                             | 0                                                             | 1        |
|                                                               |                                                               |                                                               |                                                               |                                                               |          |
| 11.                                                           | Franciaország (FRA)                                           | 0                                                             | 0                                                             | 3                                                             | 3        |
| 12.                                                           | Észtország (EST)                                              | 0                                                             | 0                                                             | 1                                                             | 1        |
| 12.                                                           | Hollandia (NED)                                               | 0                                                             | 0                                                             | 1                                                             | 1        |
| 12.                                                           | Norvégia (NOR)                                                | 0                                                             | 0                                                             | 1                                                             | 1        |
| 12.                                                           | Új-Zéland (NZL)                                               | 0                                                             | 0                                                             | 1                                                             | 1        |
|                                                               |                                                               |                                                               |                                                               |                                                               |          |
| Összesen                                                      | Összesen                                                      | 27                                                            | 27                                                            | 27                                                            | 81       |

## Érmesek
| Az 1924. évi nyári olimpiai játékok érmesei férfi atlétikában | |              |                                                                                            |           |                                                                                   |           |
| Versenyszám                                                   | Arany                                                                                              | Arany        | Ezüst                                                                                      | Ezüst     | Bronz                                                                             | Bronz     |
| 100 m                                                         | Harold Abrahams · Nagy-Britannia (GBR)                                                             | 10,6         | Jackson Scholz · Egyesült Államok (USA)                                                    | 10,7      | Arthur Porritt · Új-Zéland (NZL)                                                  | 10,8      |
| 200 m                                                         | Jackson Scholz · Egyesült Államok (USA)                                                            | 21,6         | Charley Paddock · Egyesült Államok (USA)                                                   | 21,7      | Eric Liddell · Nagy-Britannia (GBR)                                               | 21,9      |
| 400 m                                                         | Eric Liddell · Nagy-Britannia (GBR)                                                                | 47,6         | Horatio Fitch · Egyesült Államok (USA)                                                     | 48,4      | Guy Butler · Nagy-Britannia (GBR)                                                 | 48,6      |
| 800 m                                                         | Douglas Lowe · Nagy-Britannia (GBR)                                                                | 1:52,4       | Paul Martin · Svájc (SUI)                                                                  | 1:52,6    | Schuyler Enck · Egyesült Államok (USA)                                            | 1:53,0    |
| 1500 m síkfutás                                               | Paavo Nurmi · Finnország (FIN)                                                                     | 3:53,6 OR    | Willy Schärer · Svájc (SUI)                                                                | 3:55,0    | Henry Stallard · Nagy-Britannia (GBR)                                             | 3:55,6    |
| 3000 m csapat                                                 | Finnország (FIN) · Paavo Nurmi · Ville Ritola · Elias Katz                                         | 8            | Nagy-Britannia (GBR) · Bertram Macdonald · Herbert Johnston · George Webber                | 14        | Egyesült Államok (USA) · Edward Kirby · William Cox · Willard Tibbetts            | 25        |
| 4 × 100 m                                                     | Egyesült Államok (USA) · Loren Murchison · Louis Clarke · Frank Hussey · Alfred LeConey            | 41,0 VCS     | Nagy-Britannia (GBR) · Harold Abrahams · Walter Rangeley · William Nichol · Lancelot Royle | 41,2      | Hollandia (NED) · Jan de Vries · Jaap Boot · Harry Broos · Rinus van den Berge    | 41,8      |
| 4 × 400 m                                                     | Egyesült Államok (USA) · Commodore Cochran · Alan Helffrich · Oliver MacDonald · William Stevenson | 3:16,0       | Svédország (SWE) · Artur Svensson · Erik Byléhn · Gustaf Wejnarth · Nils Engdahl           | 3:17,0    | Nagy-Britannia (GBR) · Edward Toms · George Renwick · Richard Ripley · Guy Butler | 3:17,4    |
| 5000 m síkfutás                                               | Paavo Nurmi · Finnország (FIN)                                                                     | 14:31,2 OR   | Ville Ritola · Finnország (FIN)                                                            | 14:31,4   | Edvin Wide · Svédország (SWE)                                                     | 15:01,8   |
| 10 000 m síkfutás                                             | Ville Ritola · Finnország (FIN)                                                                    | 30:23,2 WR   | Edvin Wide · Svédország (SWE)                                                              | 30:55,2   | Eero Berg · Finnország (FIN)                                                      | 31:43,0   |
| 110 m gát                                                     | Daniel Kinsey · Egyesült Államok (USA)                                                             | 15,0         | Sydney Atkinson · Dél-afrikai Unió (RSA)                                                   | 15,0      | Sten Pettersson · Svédország (SWE)                                                | 15,4      |
| 400 m gát                                                     | Morgan Taylor · Egyesült Államok (USA)                                                             | 52,6         | Erik Vilen · Finnország (FIN)                                                              | 53,8      | Ivan Ryle · Egyesült Államok (USA)                                                | 54,2      |
| 3000 m akadály                                                | Ville Ritola · Finnország (FIN)                                                                    | 9:33,6 VCS   | Elias Katz · Finnország (FIN)                                                              | 9:44,0    | Paul Bontemps · Franciaország (FRA)                                               | 9:45,2    |
| Mezeifutás                                                    | Paavo Nurmi · Finnország (FIN)                                                                     | 32:54,4      | Ville Ritola · Finnország (FIN)                                                            | 34:19,2   | Earl Johnson · Egyesült Államok (USA)                                             | 35:21,0   |
| Mezeifutás, csapat                                            | Finnország (FIN) · Paavo Nurmi · Ville Ritola · Heikki Liimatainen                                 | 11           | Egyesült Államok (USA) · Earl Johnson · Arthur Studenroth · August Fager                   | 14        | Franciaország (FRA) · Henri Lauvaux · Gaston Heuet · Maurice Norland              | 20        |
| 10 km gyaloglás                                               | Ugo Frigerio · Olaszország (ITA)                                                                   | 47:49,0      | Gordon Goodwin · Nagy-Britannia (GBR)                                                      | -         | Cecil McMaster · Dél-afrikai Unió (RSA)                                           | -         |
| Maraton                                                       | Albin Stenroos · Finnország (FIN)                                                                  | 2:41:22,6    | Romeo Bertini · Olaszország (ITA)                                                          | 2:47:19,8 | Clerence DeMar · Egyesült Államok (USA)                                           | 2:48:14,0 |
| Magasugrás                                                    | Harold Osborn · Egyesült Államok (USA)                                                             | 1,98 m       | Leroy Brown · Egyesült Államok (USA)                                                       | 1,95 m    | Pierre Lewden · Franciaország (FRA)                                               | 1,92 m    |
| Rúdugrás                                                      | Lee Barnes · Egyesült Államok (USA)                                                                | 3,95 m       | Glenn Graham · Egyesült Államok (USA)                                                      | 3,95 m    | James Brooker · Egyesült Államok (USA)                                            | 3,90 m    |
| Távolugrás                                                    | William De Hart Hubbard · Egyesült Államok (USA)                                                   | 7,44 m       | Edward Gourdin · Egyesült Államok (USA)                                                    | 7,27 m    | Sverre Hansen · Norvégia (NOR)                                                    | 7,26 m    |
| Hármasugrás                                                   | Anthony Winter · Ausztrália (AUS)                                                                  | 15,525 m VCS | Luis Brunetto · Argentína (ARG)                                                            | 15,425 m  | Vilho Tuulos · Finnország (FIN)                                                   | 15,37 m   |
| Súlylökés                                                     | Clarence Houser · Egyesült Államok (USA)                                                           | 14,996 m     | Glenn Hartranft · Egyesült Államok (USA)                                                   | 14,985 m  | Raloh Hills · Egyesült Államok (USA)                                              | 14,64 m   |
| Diszkoszvetés                                                 | Clarence Houser · Egyesült Államok (USA)                                                           | 46,156 m     | Vilho Nitymaa · Finnország (FIN)                                                           | 44,95 m   | Thomas Lieb · Egyesült Államok (USA)                                              | 44,83 m   |
| Kalapácsvetés                                                 | Frederick Ootell · Egyesült Államok (USA)                                                          | 53,295 m     | Matthew McGrath · Egyesült Államok (USA)                                                   | 50,84 m   | Malcolm Nokes · Nagy-Britannia (GBR)                                              | 48,875 m  |
| Gerelyhajítás                                                 | Jonni Myyrä · Finnország (FIN)                                                                     | 62,96 m      | Gunnar Lindström · Svédország (SWE)                                                        | 60,92 m   | Eugene Oberst · Egyesült Államok (USA)                                            | 58,35 m   |
| Ötpróba                                                       | Eero Lehtonen · Finnország (FIN)                                                                   | 14           | Somfay Elemér · Magyarország (HUN)                                                         | 16        | Robert Legendre · Egyesült Államok (USA)                                          | 18        |
| Tízpróba                                                      | Harold Osborn · Egyesült Államok (USA)                                                             | 7710,775 VCS | Emerson Norton · Egyesült Államok (USA)                                                    | 7350,895  | Aleksander Klumberg · Észtország (EST)                                            | 7329,360  |